# Jaime Leyton
Jaime Gerardo Leyton Aguirre es un reconocido meteorólogo chileno, conocido principalmente por su trabajo en el canal Mega, donde ha informado el pronóstico del tiempo con gran simpatía y profesionalismo durante más de una década.

### Formación y trayectoria
Jaime Leyton Aguirre nació el 20 de febrero de 1963, tiene 62 años y es un profesional con casi tres décadas de experiencia en meteorología. Estudió Meteorología en la extinta Universidad Real de Chile y en 2007 obtuvo un Magíster en Medio Ambiente en la Universidad de Santiago de Chile. Se ha especializado en áreas como Meteorología de Montaña, pronósticos para la calidad del aire y meteorología agrometeorológica. Antes de saltar a la televisión, trabajó como jefe de la oficina de Análisis y Pronósticos en la Dirección Meteorológica de Chile (DMC).

### Carrera en televisión y popularidad
Su ingreso a la TV fue casi fortuito, cuando asumió una labor de prensa para la DMC que lo llevó a participar en una prueba de cámara para Mega. Debutó en agosto de 2013 y desde entonces se ha convertido en una figura televisiva querida, especialmente por su carisma y buena disposición para interactuar con el público, incluso a través de plataformas digitales como TikTok. Su popularidad trasciende generaciones y ha ayudado a aumentar la audiencia del canal.

### Vida personal
Jaime Leyton está casado desde hace más de 30 años con Viviana Arancibia y es padre de tres hijos. Vive en Puente Alto y ya es abuelo de dos nietos. Su matrimonio superó las tres décadas en 2023, mostrando un equilibrio entre su vida familiar y su carrera profesional.